# Mastère Spécialisé
Mastère Spécialisé (afkorting: MS)  of Specialized Master of Advanced Master is een speciaal masterprogramma, bedoeld voor mensen met een bachelor en minstens enkele jaren werkervaring- of masterdiploma. De opleiding duurt een jaar. MBA is daarentegen een beroepsgerichte bedrijfskundige en bouwkunde of bedrijfseconomische studie. 

## Overzicht
De opzet van de MS-studie is afkomstig uit Frankrijk. MS-opleidingen zijn sterk praktijkgericht. Dit diploma werd in 1986 gecreëerd door de Conférence des Grandes écoles. Diverse gebieden worden onderwezen zoals luchtvaarttechnologie en  computertechnologie.